# جکوویتس (استان سلیزیا سفلی)
جکوویتس (به لهستانی:  Dzikowiec) یک روستا در لهستان است که در گمینا نووا رودا واقع شده‌است. جکوویتس ۹۴۰ نفر جمعیت دارد.